# 이명희 (성우)
이명희(李明禧, 1981년 11월 22일 ~ )는 대한민국의 성우로, 2008년 대원방송 성우극회 1기 공채로 입사했다.

## 출연 작품
굵은 글씨는 메인 캐릭터.

### TV 애니메이션
- 레고 닌자고 - 울트라 바이올렛
- 레고 히든사이드 - 디제이
- 원피스 (애니박스) - 보아 행콕
- Yes! 프리큐어5 (대원방송) - 아라크네아
  - Yes! 프리큐어5 Gogo! (대원방송) - 멜뽀, 유찬
- 갓슈벨Final (대원방송) - 사우저, 치타
- 강철의 연금술사 BROTHERHOOD (대원방송) - 셀림 브레드레이, 프라이드
- 달의 요정 세일러문 (대원방송) - 엠버
- 드래곤볼 카이 (대원방송) - 야지로베
- 디지몬 세이버즈 (대원방송) - 미키, 피요몬, 아퀼라몬, 가루다몬, 프리지몬
- 매일엄마 (SBS)
- 미나미家세자매 (대원방송) - 마키
- 미치코와 핫친 (대원방송) - 아츠코
- 못말리는 3공주 (대원방송) - 스우
- 캐치! 티니핑 시리즈 (JEI 재능TV) - 다해핑(가면핑)
- 뱀파이어 프린세스 (애니박스) - 베라투스
- 빠샤메카드 (MBC) - 초코, 실프
- 서몬마스터즈 블루드래곤 (대원방송) - 조라
- 소년탐정 김전일 Original (대원방송) - 마다라메 미도리, 사오토메 료코, 다이고 마키, 괴도 신사
- 소울이터 (대원방송) - 블랙스타, 아라크네
- 신령사냥 (애니박스) - 미키
- 와글와글 붕붕 삼총사 (대원방송) - 디틀
- 왕괴짜 돈만이 (대원방송) - 지우
- 완소! 퍼펙트 반장 (대원방송) - 황명희, 로미오
  - 미라클체인지 퍼펙트반장 (대원방송) - 황명희
- 우당탕탕 잉양요2 (대원방송)
- 우리들이 있었다 (대원방송) - 유리
- 유희왕 5D's (대원방송) - 미스티
- 이누야샤 완결편 (대원방송) - 카라, 어린 금사매
- 절대가련 칠드런 (대원방송) - 스마 키리코, 요시미, 메리, 마사루
- 쥬얼펫 트윙클 (어린이TV) - 산호, 토르
- 판도라 하츠 (대원방송) - 어린 길버트
- 페어리 테일 (대원방송) - 카나, 그란디네
- 프리큐어 Splash Star  (대원방송)
- 핀과 제이크의 어드벤처 타임 (카툰네트워크) - 마르셀린
- 하트캐치 프리큐어! (대원방송) - 스콜피오나, 달래의 엄마
- 해파리 공주 (대원방송) - 마야야
- 후레쉬 프리큐어 (대원방송) - 이스 / 유채린 / 큐어 패션
- 흑집사 (대원방송) - 피니
  - 흑집사 스페셜 (애니박스) - 피니
- 이야기배달부 동개비 (SBS)
- 포켓몬스터 썬&문 (투니버스) - 라이치
- 헬로 카봇 쿵 (카툰네트워크) - 브라키쿵

### KBS
- 헬로 카봇 (KBS) - E라인
- 빠뿌야 놀자 (KBS) - 엘리스, 빠뿌의 엄마
- 좀비덤3 - 하나,좀걸,모모[1],미녀스컬 등의 주연, 조연 출연중
- 똘똘이의 그림일기 동요 (KBS) - 똘랑이, 앵두

### 극장용 애니메이션
- 도라에몽 2112년 도라에몽의 탄생 (애니박스) - 장구의 엄마
- 언어의 정원 - 형의 여자친구
- 오즈의 마법사 (애니박스) - 진저
- 바다의 노래: 벤과 셀키요정의 비밀 - 마카
- 극장판 어드벤처 타임: 비밀의 아일랜드 - 마르셀린
- 원피스 스탬피드 - 행콕
- 배드 가이즈 - 다이앤 폭싱턴
- 전설의 고향 구미호 (KBS) - 연이(구미호)

### 특촬물
- 가면라이더 더블 (대원방송) - 남의원
- 가면라이더 디케이드 (대원방송) - 히카리 나츠미 (모리 칸나)
- 가면라이더 키바 (대원방송) - 유리 (타카하시 유)
- 가면라이더 빌드 - 윤미조
- 파워레인저 엔진포스 (대원방송) - 드러레시아 (오이카와 나오)
- 파워레인저 정글포스 (대원방송) - 선풍
- 파워레인저 캡틴포스 (대원방송) - 노노 (닌자 블루)

### 외화

#### 드라마
- 문나이트 - 암미트(사바 무바라크)

#### 영화
- 살아있는 시체들의 밤 3D - 엘리 쿠퍼 (조한나 블랙)

### 게임
- 디아블로3
- 서든어택 - 갓오하 우마왕
- 레이더스 - 여전사
- 로한 - 여신, 마녀
- 리그 오브 레전드 - 룰루, 시비르
- 메이플 스토리
- 블레이드 앤 소울 - 주리아
- 사이퍼즈 - 관통의 자네트
- 사커스피리츠 - 이브, 우리엘, 샤르, 라티오스, 릴리, 앤, 메라, 천사펭귄 주니어
- 씰 온라인 - NPC 외
- 아르베도 스페라 - 마키나
- 에어라이더
- 월드 오브 워크래프트 - 판다렌
- 짱구는 못말려 - 맹구
- 최강의 군단 - 베누스, 미친 모자장수, 마하, 케이
- 카오스 온라인 - 코부
- 카운터-스트라이크: 온라인 2 - 밀라, 리사, 유리
- 클로저스 - 선우란, 정도연
- 피망 맞고
- 하얀고양이 프로젝트 - 아랑
- 그라나도 에스파다 - 케빈, 에빌
- 괴리성 밀리언아서 - 지원형 란솔, 특이형 테르라문트
- 윈드러너1/2 - 클로이
- 블랙서바이벌 - 재키, 피오라, 제니, 나딘, 아야, 혜진, 캐시, 바바라 (실비아 업뎃 전까지의 모든 여자 캐릭터의 성우를 혼자 맡으셨다)
- 오션 런너 - 솜사탕 베타
- 삼국블레이드
- 쿠키런: 킹덤 - 트위즐젤리맛 쿠키
- 그랜드체이스 - 아르메 글렌스티드
  - 그랜드체이스 for kakao - 아르메 글랜스티드, 단역

### 내레이션
- 2TV 생생정보 (KBS 2TV)
- KBS 파노라마 미르푸르의 빛나는 눈동자 (KBS)
- MBC 특별 생방송 내일을 위한 실천 에너지SOS (MBC TV)
- 기사식당 (YTN)
- 생방송 톡!톡! 보니하니 (EBS 1TV)
- 일요특선 다큐멘터리 치유의 물 힐링워터 (SBS TV)
- 체인지업 도시탈출 (KBS 2TV)
- 꾸러기 식사교실 (MBC TV)
- 잘살아보시개 (skyPetPark)
- 다큐 플러스 75회 : 나를 알리는 피칭 (JTBC)
- QBS 바로보기 (QBS)

### CM
- 이마트
- 오뚜기 진짬뽕
- SK 텔레콤 - 기분좋은 변화
- 기아자동차 쏘울 올 뉴 쏘울
- 동서식품 카누 티저 세상에서 가장 작은 카페
- 엄마를 부탁해(연극)
- 왕은 왕이다(연극)
- 모다페(공연)
- 먼데이키즈 콘서트
- 변진섭 콘서트
- 쉐보레 2014 슈퍼 세이프티 프로젝트 시즌2
- 인천광역시 홍보 스팟
- 웅진믹서기
- 현대자동차 엔진

### 드라마 CD
- 나와 호랑이님 (시드노벨) - 세희, 폐이
- 용사가 마왕을 무찌를 때 우리들도 있었다 (시드노벨) - 티나 벨 해브

### OST
- 쫑알쫑알 똘똘이 오프닝 송민정 방연지 이명희